# القطع (فلم)
القطع هو فيلم من نوع دراما أُصدر في 31 أغسطس 2014. الفيلم من توزيع بيم للتوزيع ‏، وهو من إخراج فاتح اكين، أما السيناريو فكان من كتابة فاتح اكين وMardik Martin ‏.

## القصة
تقع أحداث الفيلم في داكوتا الشمالية.

## طاقم التمثيل
- نعمان عكار
- قرقماز ارسلان  [لغات أخرى]‏
- سيمون ابكاريان
- أليخاندرو راي  [لغات أخرى]‏
- جون كيو
- Sesede Terziyan [الإنجليزية]‏
- غاري اوليفر [الإنجليزية]‏
- George Georgiou  [لغات أخرى]‏
- Hovnatan Avédikian  [لغات أخرى]‏
- مكرم خوري
- كيفورك مالاكيان
- زهرة هندي
- آرسينيه خانجيان
- ترين ديرهولم
- اكين غازي  [لغات أخرى]‏
- انا سافا
- موريتز بليابتريي
- آدم بوسدكوس
- طاهر رحيم

## الإنتاج
موسيقى الفيلم التصويرية كانت من تأليف الكسندر هاكس.

## وصلات خارجية
- مقالات تستعمل روابط فنية بلا صلة مع ويكي بيانات